# Turate
Turate é uma comuna italiana da região da Lombardia, província de Como, com cerca de 7.849 habitantes. Estende-se por uma área de 10 km², tendo uma densidade populacional de 785 hab/km². Faz fronteira com Cirimido, Cislago (VA), Fenegrò, Gerenzano (VA), Limido Comasco, Lomazzo, Rovello Porro.

## Demografia
| Variação demográfica do município entre 1861 e 2011                               |
|                                                                                   |
| Fonte: Istituto Nazionale di Statistica (ISTAT) - Elaboração gráfica da Wikipedia |